# Dimítris Kokolákis
Dimítris Kokolákis (grec moderne : Δημήτρης Κοκολάκης), né le 11 novembre 1949, à Réthymnon, en Grèce, est un ancien joueur de basket-ball grec. Il évolue au poste de pivot.

## Palmarès
- Vainqueur des Jeux méditerranéens de 1979